# Uridintrifosfato
L'uridintrifosfato è un nucleotide pirimidinico avente per base azotata l'uracile legato tramite l'atomo di azoto e con legame glicosidico all'atomo C1' del ribosio; questo a sua volta è legato tramite l'atomo C5' ad un gruppo trifosfato, per cui la molecola prende anche il nome di uridin-5'-trifosfato.

## Funzioni
L'uridintrifosfato (UTF ovvero UTP all'inglese) fornisce anche l'energia necessaria in reazioni metaboliche come fa l'adenosintrifosfato ma è più specifico. Nell'attivare un substrato l'uridintrifosfato si trasforma di solito in uridindifosfato rilasciando un gruppo fosfato.
- A livello intracellulare svolge un ruolo come substrato per la sintesi dell'acido ribonucleico durante la trascrizione.
- L'UTF gioca un ruolo importante come coenzima nel metabolismo del galattosio.

L'UTF svolge importanti funzioni anche a livello extracellulare.
- Nella cura di processi infiammatori a livello polmonare, dell'orecchio medio ed interno e dei seni paranasali stimola la frequenza ciliare per l'espulsione delle mucose[2] e l'idratazione delle stesse[3]; inoltre stimola il rilascio di mucina da parte delle cellule caliciformi[4]

- Come anche altri nucleotidi l'UTF stimola il rilascio di tensioattivi fosfolipidici da parte degli pneumociti di secondo tipo[5]

- L'UTF può svolgere anche un ruolo di mediatore infiammatorio come ligando presso la membrana cellulare, dove attiva speciali recettori proteici con effetti dannosi per la cellula. Questi effetti sono determinanti per esempio nei processi neurodegenerativi (a seguito di ischemia) laddove questi ed altri nucleotidi vengono rilasciati copiosamente: bloccando il recettore GPR17 con antagonisti comuni dell'UTF, si riesce ad evitare la progressione a tutta la cosiddetta zona di penombra del danno ischemico.[6]

## Programmi di ricerca correlati e approfondimenti
- Identificazione, espressione funzionale e caratterizzazione fisiopatologica di nuovi recettori purinici Archiviato l'8 giugno 2006 in Internet Archive. dell'Università  degli Studi G.D'Annunzio di Pescara e Chieti
- http://www.ricercaitaliana.it/prin/unita_op-2005057981_003.htm[collegamento interrotto] dell'Università degli Studi di Perugia
- Recettori purinergici e neuroprotezione Archiviato il 1º dicembre 2008 in Internet Archive. dell'Università degli Studi di Milano